# オーロラ (軽巡洋艦・2代)
| 1942年の「オーロラ（HMS Aurora）」 | |
| 艦歴                               | |
| 発注                               | ポーツマス造船所 |
| 起工                               | 1935年7月23日 |
| 進水                               | 1936年8月20日 |
| 就役                               | 1937年11月12日 |
| 除籍                               | 1948年 |
| その後                             | 1948年に中華民国に売却後、「重慶」として就役後、1990年代に解体処分。 |
| 艦級                               | アリシューザ級 |
| 性能諸元                           | |
| 排水量                             | 基準：5,270トン 満載：-トン |
| 全長                               | 154.2m |
| 水線長                             | -m |
| 全幅                               | 15.5m |
| 吃水                               | 4.3m |
| 機関                               | アドミラリティー式重油専焼水管三胴缶4基 パーソンズ式ギヤード・タービン4基4軸推進 |
| 最大出力                           | 64,000hp |
| 最大速力                           | 32.25kt |
| 航続距離                           | 10ノット/12,000海里 |
| 燃料                               | 重油：1,325トン |
| 乗員                               | 973名 |
| 兵装                               | アームストロング 15.2cm（50口径）連装速射砲3基 アームストロング 10.2cm（45口径）連装高角砲4基 ヴィッカース 4cm（39口径）四連装ポンポン砲2基 エリコン 2cm（76口径）連装機銃1基&同単装機銃6基 12.7mm単装機銃2丁 53.3cm四連装魚雷発射管2基 |
| 装甲                               | 舷側：70mm（水線部機関部のみ） 甲板：25mm 主砲塔：25mm（最厚部） 弾薬庫：60mm（最厚部） |

オーロラ (HMS Aurora) はイギリス海軍の軽巡洋艦。アリシューザ級。

## 艦歴
「オーロラ」は1935年7月27日起工、1936年8月20日進水、1937年11月12日竣工。本国艦隊に所属。
第二次世界大戦勃発時は第18巡洋艦戦隊に所属していた。1939年11月、第2巡洋艦戦隊に転属する。1940年4月からはノルウェーの戦いに参加。5月7日、空襲で損傷した。7月、ハンバー部隊に加わる。9月にはノア管区に移り、11月には本国艦隊に戻った。1941年6月3日、「オーロラ」と軽巡洋艦「ケニア」はデービス海峡でドイツ補給船（タンカー）「Belchen」を沈めた。8月にはスピッツベルゲン島に対する襲撃（ゴーントレット作戦）に参加。9月7日には軽巡洋艦「ナイジェリア」とともにマーゲロイ島とノールキン岬の間で2隻の輸送船と護衛である砲術練習艦「ブレムゼ」などからなる船団を攻撃し、「ブレムゼ」を撃沈するが輸送船は取り逃がした。
10月12日、「オーロラ」は軽巡洋艦「ペネロピ」とともにスカパ・フローを出港し、途中ジブラルタルで駆逐艦「ランス」、「ライヴリー」と合流し、10月21日にマルタに到着した。この4隻はK部隊としてをマルタを拠点に敵船団攻撃を行った。10月25日にK部隊は、北アフリカへの兵員輸送中であったイタリア駆逐艦攻撃に出撃したが、それを発見することはできなかった。
11月8日、K部隊は今度は敵船団の攻撃に出撃した。その船団は7隻の船からなるベータ船団で6隻の駆逐艦によって護衛されていた。K部隊は11月9日にこの船団を攻撃し、船団の船すべてと護衛の駆逐艦「フルミーネ」を沈めた（デュースブルク船団の戦い）。11月23日夜、K部隊は再び敵船団の攻撃に出撃した。このときイタリアは複数の船舶を単独または2隻の船団で送り出しており、K部隊はその中でも重要な船団を攻撃するよう指示されていた。それは2隻のドイツ船「Maritza」と「Procida」からなっており、イタリア水雷艇「ルポ」、「カシオペア」によって護衛されていた。K部隊は24日に目標の船団を捕捉し、護衛の水雷艇を追い払った後船団の船を2隻とも沈めた。戦闘後、K部隊は25日朝にマルタに戻った。11月29日にはB部隊（軽巡洋艦エイジャックス、ネプチューン、駆逐艦キンバリー、キングストン）がアレクサンドリアからマルタに到着した。11月30日、4隻の巡洋艦と「ランス」を除く3隻の駆逐艦は敵船団の攻撃に出撃した。偵察機から駆逐艦に護衛された船の情報が入ると、部隊を率いるローリングス少将はK部隊（ペネロピ、オーロラ、ライヴリー）をそこへ向かわせた。12月1日未明、K部隊はイタリアの武装商船「アドリアティコ (Adriatico)」を発見。「アドリアティコ」は「オーロラ」と「ライヴリィ」によって沈められた。マルタへ戻る途中でK部隊は駆逐艦に護衛されたタンカーの情報を受け取り、その攻撃に向かった。そして、イタリア駆逐艦「アルヴィーゼ・ダ・モスト」とすでに航空攻撃で大損害を受けていたタンカー「Mantovani」を沈めた。
12月13日からイタリアは補給物資を積んだ船団を北アフリカへ送るM41作戦を開始した。それを攻撃しようと、12月13日にアレクサンドリアから艦隊が出撃し、マルタのB部隊とK部隊も14日から15日の夜に出撃するよう命令が下った。だが、敵が引き返したため出撃は取りやめとなった。12月15日に補給物資を積んだ「ブレコンシャー」がアレクサンドリアからマルタへ向け出発し、護衛のための艦隊も出撃した。マルタからもK部隊などが出撃した。アレクサンドリアからの部隊とK部隊は12月17日に合流した。このときイタリアも中止されたM41作戦にかわるM42作戦を実行中であり、船団護衛のため出撃中であったイタリア艦隊とイギリス艦隊との間で第1次シルテ湾海戦が発生した。海戦後、K部隊は「ブレコンシャー」を護衛して12月18日にマルタに戻ったが、北アフリカへ向かったイタリア船団のうちトリポリへ向かった3隻は掃海作業が終わるまで港外で待機していたため、これを攻撃するためその日のうちには軽巡洋艦「ペネロピ」、「オーロラ」、「ネプチューン」、駆逐艦「カンダハー」、「ランス」、「ライヴリー」、「ハヴォック」はマルタから出撃した。12月19日3時にトリポリ沖に到着したが、そこで「オーロラ」、「ネプチューン」、「ペネロピ」、「カンダハー」が触雷し、「ネプチューン」と「カンダハー」は沈没した。「オーロラ」はマルタでの応急修理後、イギリスに戻って修理をうけた。
1942年10月、マルタへの航空機輸送作戦のひとつ、トレイン作戦に参加。続いてトーチ作戦に参加し、オラン沖でフランス駆逐艦と交戦した。11月8日にはオランから出撃してきた駆逐艦「トラモンターヌ」、「トルナード」、「テュフォン」と交戦し、「トラモンターヌ」と「トルナード」に大損害を与え、テュフォンも損傷させた。「トラモンターヌ」は座礁し、「トルナード」は岸に漂着して擱座した。翌日、駆逐艦「テュフォン」と「エペルヴィエ」が出港し逃走を試みたが、「オーロラ」は軽巡洋艦「ジャマイカ」とともにこれを攻撃し、「エペルヴィエ」を撃破した。エペルヴィエは座礁した。
12月からはQ部隊に属し、12月2日にはボン岬沖での敵船団攻撃に参加。
1943年はハスキー作戦（シチリア島侵攻）やスラップスティック作戦（ターラント上陸）などに参加し、それからエーゲ海で活動。10月30日、爆撃により損傷。修理完了後はドラグーン作戦（南フランス上陸）やギリシャでの作戦に参加した。
1944年10月25-26日、「オーロラ」と駆逐艦「テトコット」、「Tyrian」はミロス島を砲撃した。
1948年に中華民国に売却された。

### 「重慶」として

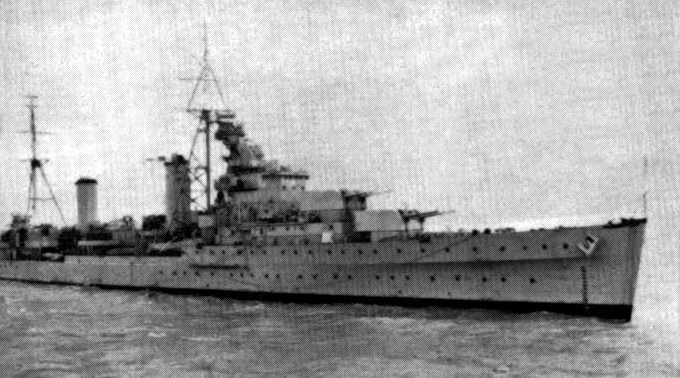
「重慶」時代の「オーロラ」。

「オーロラ」は1948年5月19日に引き渡され「重慶」と命名。日中戦争で主力艦を多数失った中華民国海軍の旗艦となった。1949年1月25日艦長鄧兆祥以下174名は上海呉淞口にて他の艦船と共に中国共産党に投降（重慶号事件）、中国人民解放軍海軍籍で「黄河」と改名されて就役した。その後3月4日に葫蘆島に移動したが、連日にわたった国府軍の爆撃により命中弾多数を受け、3月20日1時に葫蘆島港内で自沈した。
1951年に「北京」と改名され、1952年に浮揚されたがソ連の専門家に修復の価値なしとされたため、1954年に除籍。軍を離れた後はサルベージ船、ハルク、宿泊船として使用され、1980年代から1990年代頃に解体された。